# Coupiac
Coupiac település Franciaországban, Aveyron megyében. Lakosainak száma 358 fő (2022. január 1.). Coupiac Balaguier-sur-Rance, La Bastide-Solages, Brasc, Martrin, Montclar, Plaisance és Saint-Sernin-sur-Rance községekkel határos.

## Népesség
A település népessége az elmúlt években az alábbi módon változott:
| Lakosok száma | 662  | 718  | 629  | 493  | 426  | 401  | 392  | 373  | 363  | 358  |
|               | 1968 | 1982 | 1990 | 2006 | 2013 | 2015 | 2017 | 2019 | 2020 | 2022 |